# لا کلید (ایلینوی)
لا کلید (به انگلیسی: La Clede) یک منطقهٔ مسکونی در ایالات متحده آمریکا است که در شهرستان فایتی، ایلینوی واقع شده‌است. لا کلید ۱۷۴ متر بالاتر از سطح دریا واقع شده‌است.